# قنديل بلوش
قنديل بلوش (بالأردية: قندیل بلوچ) اسم الشهرة لعارضة أزياء وممثلة وناشطة نسوية عبر مواقع الوسائل التواصل الاجتماعي واسمها الحقيقي فوزية احمد عظيم (بالأردية: فوزیہ عظیم). كان أول ظهور لها في الإعلام عندما شاركة في برنامج باكستان أيدول لعام 2013 وأصبحت من مشاهير الإنترنت.
وفي مساء يوم 15 يوليو 2016 لقيت مصرعها على يد شقيقها، فيما يبدو أنها «جريمة شرف» في إقليم البنجاب.

## وصلات خارجية
- قنديل بلوش على موقع IMDb (الإنجليزية)

- الموقع الرسمي